# Amoebozoa
Gli amebozoi sono un importante clade di protozoi ameboidi, comprendendo la maggioranza di quelli che si muovono per mezzo di un flusso citoplasmatico interno. I loro pseudopodi sono tipicamente smussati e simili a dita, chiamati lobopodi. La maggior parte sono unicellulari, e sono comuni nei suoli e habitat acquatici, con alcuni trovati, come simbionti di altri organismi, tra cui diversi agenti patogeni. Gli amebozoi includono anche le muffe melmose, forme multinucleate o pluricellulari che producono spore e di solito sono visibili ad occhio nudo.
Gli amebozoi variano notevolmente in termini di dimensioni. Molti sono solo di 10-20 micron di dimensione, ma includono anche molti dei protozoi più grandi. La famosa specie Amoeba proteus può raggiungere 800 micron di lunghezza, e in parte a causa delle sue dimensioni è spesso studiata come una cellula rappresentante. Amebe multinucleate come Chaos e Pelomyxa possono essere di diversi millimetri di lunghezza, e alcune muffe melmose coprire diversi metri quadrati.

## Morfologia
La cellula è di solito divisa in una massa granulare centrale, chiamata endoplasma, e uno strato esterno trasparente, chiamato ectoplasma. Durante la locomozione endoplasma scorre in avanti e l'ectoplasma scorre indietro lungo la parte esterna della cellula. Molte amebe si muovono con un anteriore e posteriore definiti, in sostanza, la cellula funziona come un singolo pseudopodo. Di solito producono numerose proiezioni trasparenti chiamato subpseudopodi (o pseudopodi determinati), che hanno una lunghezza definita e non sono direttamente coinvolti nella locomozione.
Altri amebozoi possono formare più pseudopodi indeterminati, che sono più o meno tubolari e sono in gran parte riempiti con endoplasma granulare. La massa cellulare fluisce in uno pseudopodo principale, e gli altri fondamentalmente si ritraggono a meno che non cambi direzione. I subpseudopodi sono generalmente assenti. In aggiunta alle poche forme nude come Amoeba e Chaos, il gruppo include molti amebozoi con guscio. Questi possono essere costituiti da materiali organici, come nel genere Arcella, o particelle raccolte cementate assieme, come in quello Difflugia, con una sola apertura da cui gli pseudopodi escono.
La modalità principale di alimentazione è di fagocitosi: la cellula circonda le particelle di cibo potenziale, tenendole in questi vacuoli in cui la possono essere digerite. Alcune amebe hanno un bulbo posteriore chiamato uroide, che possono usare per accumulare rifiuti e periodicamente si stacca dalla cellula. Quando il cibo scarseggia, molte specie possono formare cisti, che trasportate dall'aria, fanno conoscere loro nuovi ambienti. Nelle muffe melmose, queste strutture sono chiamate spore, e si formano in strutture con gambo chiamate corpi fruttiferi o sporangi.
La maggior parte degli amebozoi non hanno flagelli e, più in generale non producono strutture supportate da microtubuli, tranne durante la mitosi. Tuttavia, presentano flagelli il gruppo Archamoebae, e le muffe melmose generano molti gameti biflagellati. I flagelli sono generalmente ancorati da un cono di microtubuli, suggerendo una stretta relazione opistoconti. I mitocondri hanno tipicamente creste tubolari ramificate, ma sono stati persi dalle archiamebe.

## Classificazione
Gli amebozoi sono difficili da classificare, e le relazioni all'interno del gruppo rimangono confuse.
Sembra (in base ai proteomi) che formino un gruppo fratello di animali e funghi, divergendo da questa linea dopo che si erano divisi dalle piante, come illustrato di seguito:
|  | Amoebozoa                                          |
|  |                                                    |
|  | \| \| Fungi \| \| \| \| \| \| Animalia \| \| \| \| |
|  |                                                    |
|  | Fungi                                              |
|  |                                                    |
|  | Animalia                                           |
|  |                                                    |

|  | Fungi    |
|  |          |
|  | Animalia |
|  |          |

Forti somiglianze tra amebozoi e opistoconti (animali compresi i funghi), ha portato alla proposta che essi formino un clade chiamato Unikonta.

### Amebozoi lobosi
Tradizionalmente tutte le amebe con pseudopodi lobosi sono state trattati insieme nella classe Lobosa, collocate con altri ameboidi nel phylum Sarcodina o Rhizopoda, ma questi sono stati considerati gruppi innaturali. Studi strutturali e genetici hanno individuato i percolozoi e le diverse archiamebe come gruppi indipendenti. Nella filogenesi basata su rRNA i loro rappresentanti sono stati separati dalle altre amebe, ed è apparso che divergano vicino alla base dell'evoluzione degli eucarioti, come per la maggior parte delle muffe melmose.
Tuttavia, alberi filogenetici riveduti da Cavalier-Smith e Chao nel 1996 hanno suggerito che i lobosi rimanenti formano un gruppo monofiletico, e che le archiamebe e i micetozoi sono strettamente correlati ad esso, anche se i percolozoi non lo sono. Successivamente hanno proposto Amoebozoa come phylum maggiore per riferirsi a questo supergruppo. Gli studi basati su altri geni hanno fornito un forte sostegno per l'unità di questo gruppo. Patterson ne ha trattato la maggior parte insieme a quelle che chiama "testate filose amoebe" come "Ramicristates", sulla base di somiglianze mitocondriali, ma questi ultimi sono ora stati spostati nel gruppo Cercozoa.
Il sottogruppo Lobosa è parafiletico. Due grandi classi di Lobosa sono stati identificati, il Tubulinea e Flabellinea, ma vari altri rimangono di incerta collocazione.

### Altri amebozoi
Le archiamebe e micetozoi sono stati collocati nel subphylum Conosa, che comprende la classe Myxogastria. Questa classificazione riceve un sostegno dalla filogenesi molecolare.

## Resti fossili
Microfossili a forma di vaso scoperti in tutto il mondo mostrano che gli amebozoi esistino fin dall'Era Neoproterozoica. Fossili della specie Melanocyrillium hexodiadema, Palaeoarcella athanata e Hemisphaeriella ornata provengono da rocce di 750 milioni di anni. Tutti e tre i fossili hanno una forma emisferica, apertura invaginata e rientranze regolari, che somigliano molto arcellinidi moderni, che sono amoeboidi con guscio. La P. Athanata, in particolare, ha lo stesso aspetto del genere esistente Arcella.

## Amebozoi patogeni per l'uomo
- Entamoeba histolytica
- Acanthamoeba
- Balamuthia mandrillaris
- Naegleria fowleri